# Girelli
Pour les articles homonymes, voir Girelli (homonymie).
 (octobre 2017).
La société Officine Meccaniche Giovanni Girelli est une entreprise de carrosserie industrielle, constructeur de bennes plateau et basculantes pour camions et semi-remorques et spécialisée dans l'ajour d'essieux sur les camions italiens des années 1950 à 1976. Cette entreprise figure parmi les plus réputées et anciennes d'Italie.

## Histoire
La société Officine Meccaniche Giovanni Girelli a été créée au lendemain de la Seconde Guerre mondiale à Vérone. À l'époque, l'Italie, comme quasiment tous les pays d'Europe, était en pleine reconstruction après les destructions massives dues aux bombardements alliés. La situation italienne était particulière dans le domaine des transports puisque, comme sanctions de guerre, il était interdit aux constructeurs italiens de poids lourds de fabriquer des camions de type 6x4 et plus. La solution envisagée pour ne pas être cantonnés aux camions à 2 essieux dont le PTC était alors limité en Italie à 14 tonnes, fut d'ajouter des essieux pour créer ce qu'avec une certaine dérision, en France, on surnomma les "mille pattes". Un camion porteur à 4 essieux en configuration 8x2/2 avec deux essieux directeurs avant, un essieu jumelé moteur et un essieu auto directeur relevable à l'arrière atteignait 22 tonnes. La remorque comportait également 4 essieux ce qui donnait une combinaison de 22 tonnes pour le porteur et 22 tonnes pour la remorque soit un global de 44 tonnes. À la même époque, en France, le PTRA d'un camion plus sa remorque était au maximum de 32 tonnes !
La société Girelli, comme beaucoup d'autres dans chaque région d'Italie, se spécialisa dans l'adjonction d'essieux auto directeurs relevables arrière et la production de bennes de chantier basculantes des 3 cotés. Cette particularité est longtemps restée une spécialité italienne peu prisée en France en raison du manque d'équilibre latéral des poids lourds des constructeurs français.
La société Girelli s'est fait remarquer pour la réalisation de modèles de camions particuliers, dérivés de camions standards FIAT, OM et Lancia modifiés.
Cela a débuté, la première fois, avec l'adjonction d'un essieu directeur avant sur un Fiat 683 destiné à l'armée italienne pour assurer le transport de charges lourdes dépassant les possibilités du véhicule doté d'un moteur Fiat 221 de 13 litres développant 210 ch DIN, valeur très importante à l'époque. Ce véhicule est baptisé Girelli 40S. Il semble que quelques exemplaires "civils" aient été commercialisés et homologués. Ce camion était composé de 2 essieux directeurs avant et un essieu moteur jumelé plus un essieu jumelé autodirecteur arrière. Une configuration très spéciale où les essieux moteurs étaient le second, un essieu directeur, et le troisième.
Girelli renouvelle l'expérience en utilisant la base déjà extraordinaire du Fiat 693 qui, dans sa configuration maximale, était homologué pour 30 tonnes mais supportait plus de 35 tonnes en version 6x4 convoi exceptionnel. Seule la société OM, filiale de Fiat V.I. proposait une version du OM Titano 2 en 8x4 avec un PTC "potenziale" de 40 tonnes, le maximum alors légal en Italie dans cette configuration.
En 1972, Girelli présente un 8x4 baptisé 400S avec un PTC routier homologué à 40 tonnes, allant jusqu'à 50 tonnes en convoi exceptionnel en utilisant la base du Fiat 300. Très vite le marché des transporteurs civils s'est intéressé à ce camion peu ordinaire.
Lors de l'apparition du Fiat 300, en 1972, Girelli négocia avec le géant Fiat pour transformer ce camion, direct descendant du Fiat 697 mais qui pouvait disposer en plus de la cabine basculante Fiat traditionnelle, d'une cabine courte, sans partie nuit. La structure du Fiat 300 était tout aussi impressionnante que celle du Fiat 697, deux profilés en U de 10 mm d'épaisseur. Le camion Girelli 400S fut homologué pour un PTC de 40 tonnes et 48 tonnes en hors gabarit chantier "Mezzo d'Opera" et 56 tonnes en version avec remorque.
Pendant toute la durée de production du Fiat 300, Girelli fut autorisé par Fiat à remplacer le logo Fiat sous le parebrise par le logo  GIRELLI  utilisant le même graphisme que  FIAT  avec chaque lettre entourée d'un losange argenté sur fond noir.
Lorsqu'en 1980 l'Iveco 330 apparaît, Girelli en dérive le modèle 480 S2 qui sera construit sur la base de ce véhicule de chantier à cabine courte avec l'empattement "B", le plus long proposé par IVECO pour le transformer en 8x4 avec un PTC homologué de 48 tonnes comme "Mezzo d'Opera" équipé du fabuleux moteur aspiré V8 Fiat de 17 litres développant 352 ch.

## La fin de l'aventure
Le nouveau code de la route italien de 1976, avec la révision des poids autorisés, a sonné le glas pour les carrosseries industrielles italiennes qui s'étaient spécialisées dans l'adjonction d'essieux. Girelli en fait partie.
Le dernier modèle qui a été encore sujet à ce type de transformation était l'IVECO 160 dont le PTC passait de 18 tonnes en version standard à 2 essieux à 24 tonnes en version 6x2 avec le 3e essieu autodirecteur relevable, en utilisant un empattement "C" long et en plaçant l'essieu devant l'essieu moteur pour les utilisations chantier, ou en utilisant un châssis à empattement standard mais allongé pour ancrer le 3e essieu derrière l'essieu moteur. Dans les deux cas, l'essieu ajouté était relevable.
À l'époque, Iveco proposait également un véhicule de ce type, le 220.35 mais équipé d'un moteur développant 352 ch, trop pour un véhicule d'entreprise ne devant pas transporter systématiquement des charges lourdes à chaque voyage.
La société Girelli a cessé toute activité le 1er janvier 2002.